# Липпинкотт, Дональд
Дональд Фитиан Липпинкотт (англ. Donald Fithian Lippincott , 16 ноября 1893, Филадельфия, США — 9 января 1962, Филадельфия, США) — американский легкоатлет, участник Олимпийских игр, экс-рекордсмен мира.
На Играх 1912 года он выиграл серебряную медаль в беге на 200 метров. Также он выступил на дистанции 100 метров, на которой уже в предварительном забеге установил мировой рекорд рекорд — 10,6 — это был первый мировой рекорд, зафиксированный IAAF. В своём полуфинальном забеге он занял первое место с результатом 10,7. На следующий день, в финальном забеге он финишировал на 3-м месте — 10,9.
В 1915 году установил мировой рекорд в составе эстафетной команды 4×440 ярдов. С 1911 по 1915 год учился в университете Пенсильвании.
В 1998 году был включён в зал славы лёгкой атлетики Пенсильвании.